# 베뉘 안데르손
예란 브로르 베뉘 안데르손(스웨덴어: Göran Bror Benny Andersson, 1946년 12월 16일 ~ )는 스웨덴의 음악가로, ABBA의 일원이다.